# Ma Lin
|  | Per a altres significats, vegeu «Ma Lin (pintor)». |

Ma Lin —马琳 en xinès simplificat; 馬琳 en xinès tradicional; Mǎ Lín en pinyin: — (19 de febrer de 1980, Shenyang, República Popular de la Xina) és un jugador de tennis de taula xinès, guanyador de tres medalles olímpiques i vuit títols mundials. Al llarg de la seva carrera ha guanyat 16 medalles en el Campionat del Món de Tennis de Taula, destacant vuit títols mundials. Participà amb 24 anys, als Jocs Olímpics d'Estiu de 2004 realitzats a Atenes (Grècia), on aconseguí guanyar la medalla d'or en la prova de dobles masculins al costat de Chen Qi. En aquests mateixos Jocs finalitzà novè en la competició individual. En els Jocs Olímpics d'Estiu de 2008 realitzats a Pequín (Xina) aconseguí guanyar la medalla d'or en la prova individual i en la prova per equips.